# Referendum in Nagorno Karabakh del 1991
Il referendum tenuto il 10 dicembre 1991 in Nagorno Karabakh convalidò a livello popolare il processo di autodeterminazione dell'Oblast' autonoma del Nagorno Karabakh e la sua trasformazione in repubblica indipendente.

## Antefatto
Dopo che il Soviet Supremo dell'Azerbaigian aveva votato la fuoriuscita dall'Urss, in data 2 settembre 1991 il Soviet regionale del Karabakh votò la proclamazione della repubblica del Karabakh Montuoso (Nagorno) utilizzando la legge del 3 aprile 1990 ("Norme riguardanti la secessione di una repubblica dall'Urss") che consentiva alle regioni autonome di non seguire l'eventuale distacco di una repubblica dall'Unione. Il 28 novembre la Corte costituzionale di Mosca respinse la votazione di due giorni prima del Consiglio supremo dell'Azerbaigian che aveva tolto lo status di regione autonoma al Karabakh.

## Il referendum
La consultazione referendaria si tenne il 10 dicembre per validare o meno la decisione di settembre e interessò 81 collegi elettorali e anche alla popolazione azera fu consentito votare con schede elettorali nella loro lingua inviate nei seggi dove più significativa era la presenza di tale etnia che, ciò nonostante, disertò sostanzialmente il voto.. Durante le operazioni di voto sul capoluogo Stepanakert e su altre cittadine caderono numerosi razzi Grad sparati dalle postazioni azere e si contarono numerosi morti tra gli elettori.
Il testo della scheda riportava: « Siete d'accordo che la repubblica del Karabakh Montano, che è stata proclamata, sia uno Stato indipendente e che stabilisca autonomamente forme di collaborazione con altri Stati e organizzazioni? »
Il risultato del referendum, monitorato da osservatori internazionali, fu convalidato dalla Commissione elettorale centrale. Il successivo 6 gennaio 1992 venne proclamata ufficialmente la nuova repubblica.

## Risultati
| Scelta                   | Voti    | %     |
| ------------------------ | ------- | ----- |
| A favore                 | 108,615 | 99.98 |
| Contro                   | 24      | 0.02  |
| nulle/bianche            | 95      | –     |
| Totale                   | 108,736 | 100   |
| aventi diritto/votanti   | 132,328 | 82.17 |
| Source: Direct Democracy |         |       |